# زدراوکو کوزمانوویچ
زدراوکو کوزمانوویچ (صربی: Zdravko Kuzmanović؛ زاده ۲۲ سپتامبر ۱۹۸۷) یک بازیکن فوتبال دورگه سوئیسی-صربستانی است.

## تیم ملی
وی همچنین در تیم ملی فوتبال صربستان بازی کرده است.